# Mycerinodes uluguruensis
Mycerinodes uluguruensis är en skalbaggsart som beskrevs av Stefan von Breuning 1975. Mycerinodes uluguruensis ingår i släktet Mycerinodes och familjen långhorningar. Inga underarter finns listade i Catalogue of Life.